# Yllenus vittatus
Yllenus vittatus är en spindelart som beskrevs av Tord Tamerlan Teodor Thorell 1875. Yllenus vittatus ingår i släktet Yllenus och familjen hoppspindlar. Inga underarter finns listade i Catalogue of Life.